# Лантан
Ланта́н — хімічний елемент з символом La (від лат. Lanthanum) та порядковим номером в Періодичній системі 57. Проста речовина лантан (CAS-номер: 7439-91-0) — метал сріблясто-сірого кольору. 

## Історія

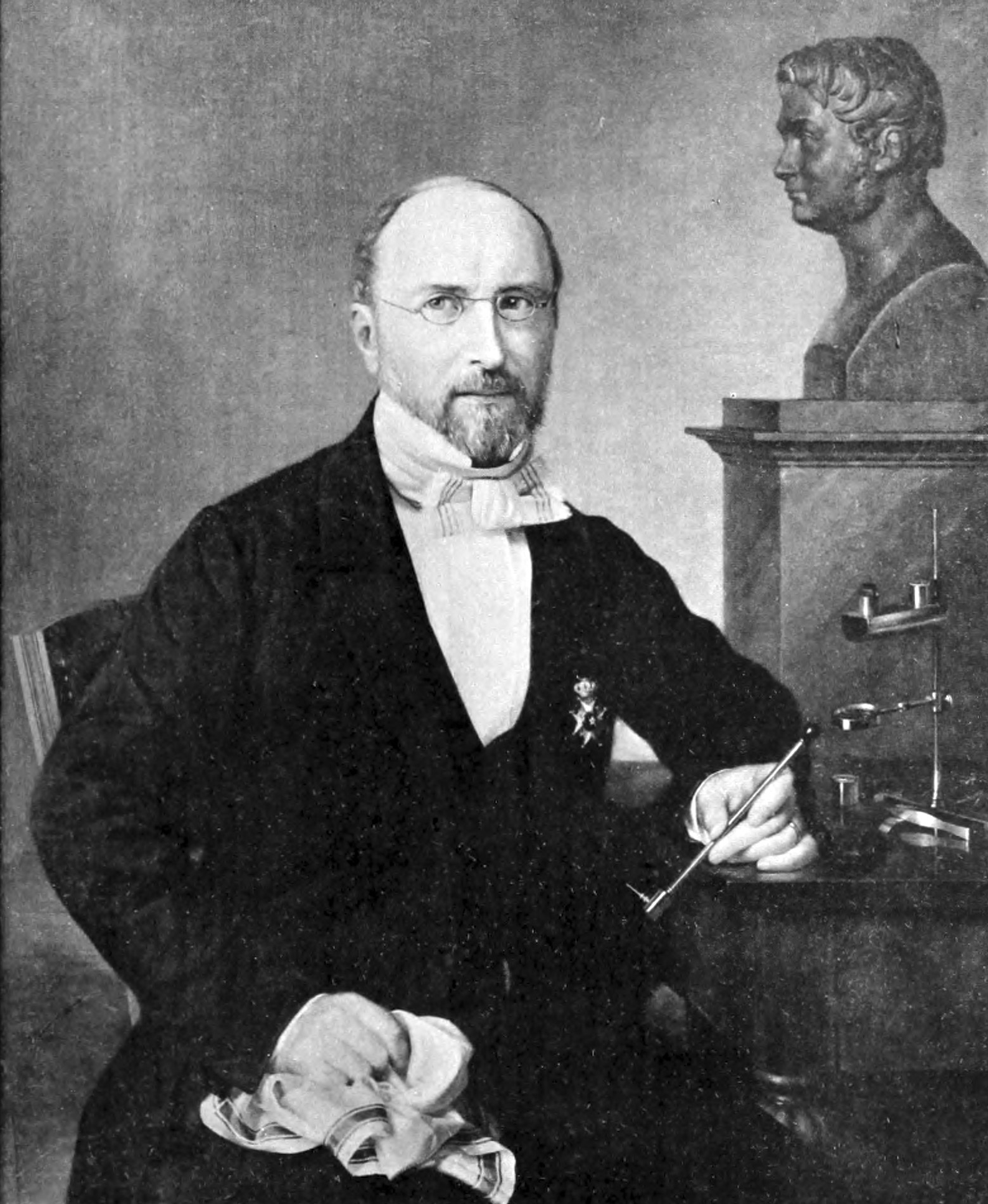
Карл Густав Мосандер

У 1803 році Єнс Якоб Берцеліус досліджуючи мінерал церит виділив з нього нову землю, що назвали церієвою. Довгий час церій вважали чистим металом, проте у 1826 році Карл Ґустав Мосандер, учень Берцеліуса, досліджуючи церієву землю, дійшов висновку, що вона містить більш ніж один метал. Але лише у 1839 році Мосандеру вдалося виділити з церію новий метал. Для цього він нагрів нітрат церію, після чого розчинив сіль, що почала розкладатися у розбавленій азотній кислоті, і виділив з розчину новий метал під час перекристалізації. Мосандер назвав новий метал лантан, від грец. λανθάνειν — «бути захованим», оскільки 36 років лантан лишався непоміченим у церії.
Того ж року Аксель Ердманн, виявив лантан у знайденому їм у Норвегії мінералі, який він назвав мозандритом.
Порівняно чистий лантан було отримано лише в 1923 році.

## Хімічні та фізичні властивості

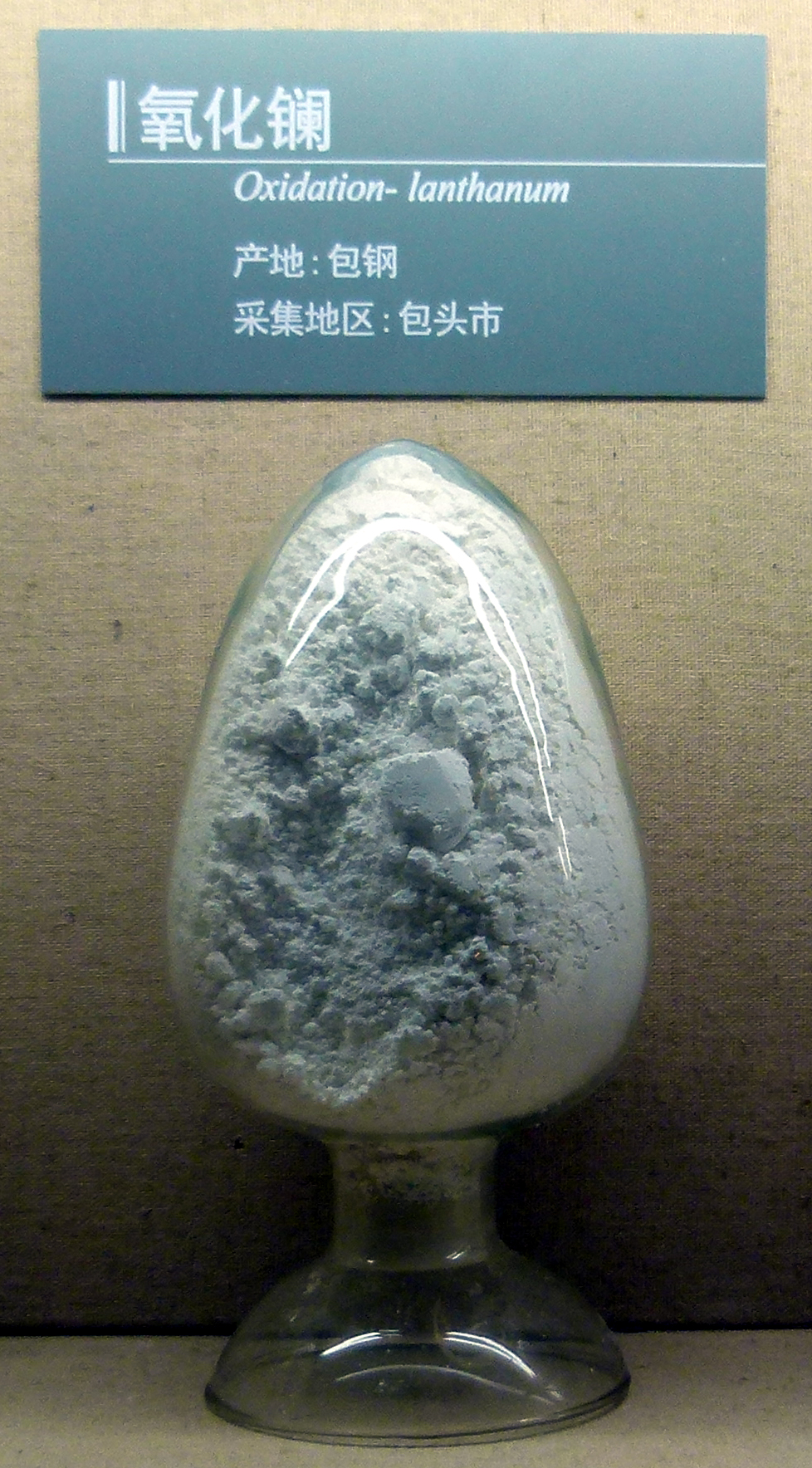
Оксид лантану

Лантан на повітрі швидко покривається шаром оксиду, реагуючи з киснем. Оксид лантану у свою чергу, реагуючи з вологою повітря, перетворюється у гідроксид.
{\displaystyle \mathrm {2\,La+1,5\,O_{2}\rightarrow \,La_{2}O_{3}\ _{\overrightarrow {\mathrm {3\,H_{2}O} }}\ 2\,La(OH)_{3}} }
При температурах вищих за 440 °C лантан згоряє, утворюючи оксид La2O3. Реагує з водою при нагріванні, утворюючи гідроксид, та витісняє при цьому водень.
{\displaystyle \mathrm {2\,La+6\,H_{2}O\rightarrow 2\,La(OH)_{3}+3\,H_{2}} }
Лантан реагує з розведеними кислотами.
{\displaystyle \mathrm {2\,La+3\,H_{2}SO_{4}\rightarrow La_{2}(SO_{4})_{3}+3\,H_{2}} }
З галогенами реагує лантан при кімнатній температурі, а з воднем утворює гідриди не стехіометричного складу, чутливі до присутності води.
{\displaystyle \mathrm {La+n\,H_{2}\rightarrow LaH_{2n};1<n<1,5} }
Лантан плавиться при 1193 К, випаровується при 3743 К. Питома теплоємність — 27,8 Дж/моль·К, теплопровідність — 13,8 Вт/м·К (при 300 К), коефіцієнт лінійного розширення при нагріванні — 4,9×10-6 К-1.
Енергії іонізації перших трьох електронів: 5,577; 11,06 і 19,176 еВ.
Існує у трьох кристалічних модифікаціях: α-La з подвійною гексагональною щільноупакованою ґраткою і періодами a=3,77 Å, c=12,159 Å, β-La з гранецентрованою кубічною ґраткою і періодом a=5,304 Å, γ-La з кубічною об'ємноцентрованою ґраткою і періодом a=4,26 Å. Температури переходів α↔β 310 °C (583 К) і β↔γ 865 °C (1138 K). Густини α-, β- і γ-модифікації: 6,162, 6,190 і 5,97 відповідно, а питомий опір — 56,8×10-8 Ом·м (при 298 К), 98×10-8 Ом·м (при 830 К) і 126×10-8 Ом·м (при 1160 К) відповідно.
Модуль пружності (за кімнатної температури) — 6·104 МПа, коефіцієнт Пуассона — 0,288, границя текучості — 125 МПа (при 293 К) при відносному видовженні 8 %. За кімнатної температури лантан легко кується або пресується, але не міцний.
Критична температура надпровідного переходу — 4,9 К. Парамагнетик.
Ізотоп лантан-139 активно утворюється при розпаді урану (6,3 % від всіх уламків за масою), і є "реакторною отрутою". Переріз реакції поглинання теплових нейтронів — 9 барн.

## Розповсюдження
Кларк лантану (г/т) в лерцолітах верхньої мантії 0,563, в земній корі 16, в толеїтах океанів 3,36, континентів 7, в лужних базальтах 59, в глинах 24–35, в пісках 14–16, в карбонатних породах 8,3–6,3. Лантан постійно асоціює з усіма рідкісноземельними елементами в їх мінералах (яких понад 60), а також у мінералах, що містять ці елементи як домішки (фосфати, фториди, карбонати, тантало-ніобати, силікати). Лантан концентрується в основному в акцесорних мінералах. При частковому плавленні мантії лантан нагромаджується в розплавах, а при кристалізації — в їхніх залишкових порціях, утворюючи в ряді випадків магматичні родовища. Лантан характерний також для лужних метасоматитів і пегматитів. При вивітрюванні він нагромаджується в розсипах акцесорних мінералів.

## Ізотопи
Природний лантан представлений двома ізотопами: 
| Атомна маса | Концентрація | Період напіврозпаду |
| ----------- | ------------ | ------------------- |
| 138         | 0,08881 %    | > 1,02×1011 років   |
| 139         | 99,9119 %    | ∞                   |

Усього відомо 49 ізотопів лантану з масовими числами від 117 до 155, 10 з яких метастабільні. Ізотопи з масовими числами менше 139 переважно розпадаються через захоплення електрону, а важчі — через бета-розпад. З ізотопів, що не зустрічаються в природі, найбільший період напіврозпаду має лантан-137 — 60000 років.

## Отримання
Зазвичай лантан отримується з монацитових пісків йонним обміном. Монацитові піски містять лише кілька сотень грамів цього мінералу на тонну, тому спочатку з них виділяють власне монацит. Оскільки густина монациту (~5 г/м³) майже вдвічі більша за густину піску, він легко відділяється гравітаційним розділенням. Попутно отримуються мінерали важких елементів, таких як уран, торій, ніобій, тантал та інших. Лантан високої чистоти отримують кальцієтермічним та електролітичним способами.

## Застосування

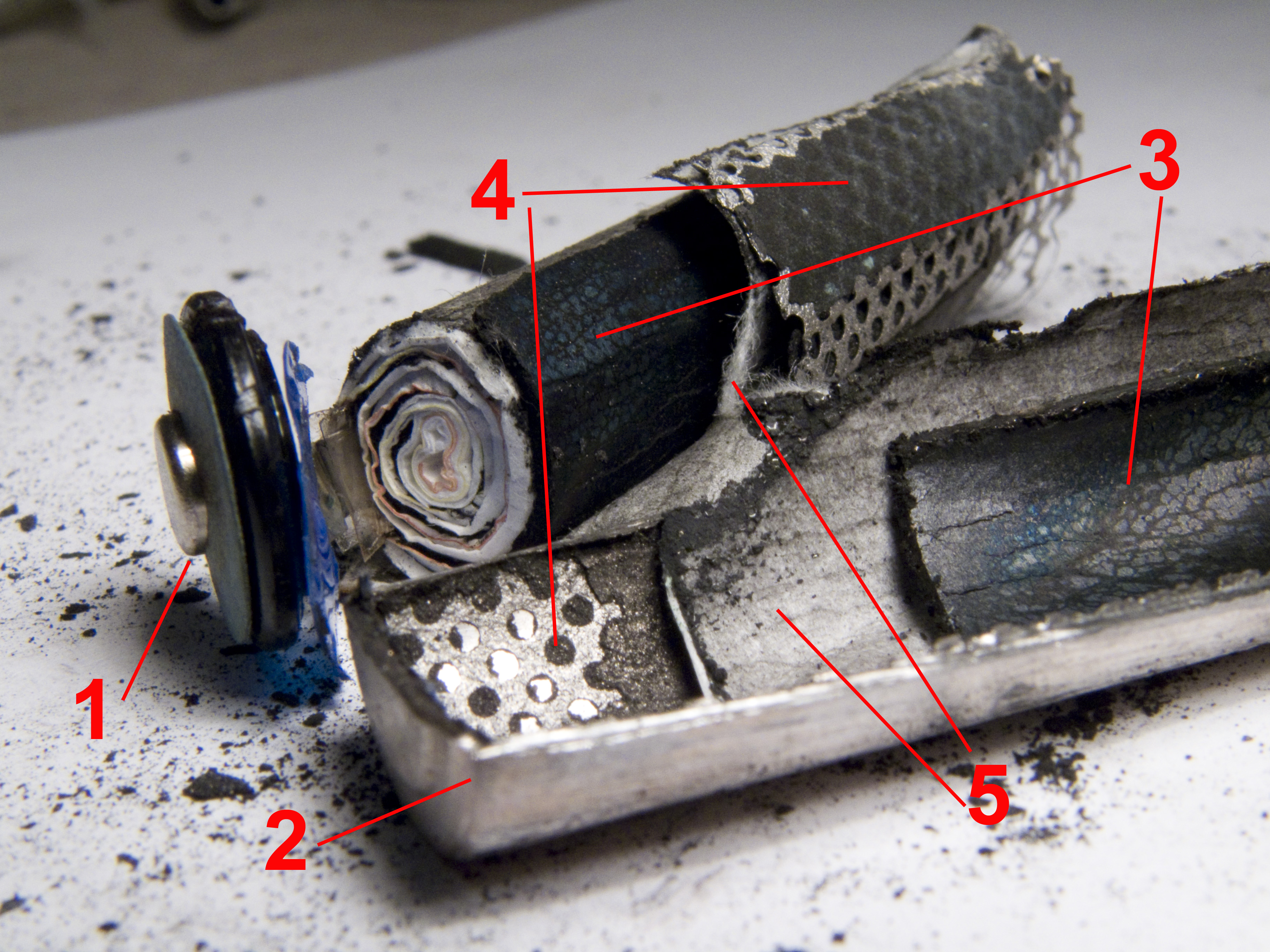
Розібраний NiMH-акумулятор. Цифрою 4 позначений негативний електрод

- Мішметал на 15-30% складається з лантану. Він використовується у металургії для модифікування металів — сталі, магнієвих, алюмінієвих сплавів, тощо. Один з варіантів мішметалу, фероцерій, використовується для виготовлення кресальних каменів у запальничках.[8]
- Лантан дуже добре абсорбує водень і легко його віддає. Через це він використовується у паливозберігаючих елементах для водневого транспорту, а також як компонент сплаву для виготовлення негативних електродів у NiMH акумуляторах.[8]
- Оксид лантану використовується для виготовлення лінз великої оптичної сили. Також додавання лантану збільшує стійкість скла до лугів.[8]
- Домішки лантану у електродах дугових ламп збільшують яскравість і роблять спектр більш подібним до сонячного.[8]
- Використовується як каталізатор для багатьох реакцій, наприклад в каталітичних нейтралізаторах.